# Giuseppe Antonio Brescianello
Giuseppe Antonio Brescianello (ca. 1690, Bolonia – 4 de octubre de 1758, Stuttgart) fue un compositor y violinista del barroco italiano.
Su nombre se menciona por primera vez en un documento de 1715 en el que Maximiliano II Manuel de Baviera lo nombra violinista de su orquesta en la corte de Múnich. Poco después, en 1716, luego de la muerte de Johann Christoph Pez, obtuvo el puesto de director musical y maestro de los conciertos de cámara en la corte de Wurttemberg en Stuttgart. En 1717 fue nombrado maestro de capilla. Alrededor de 1718 compuso la ópera pastoral La Tisbe, que dedicó al archiduque Eberhard Ludwig. Lo hizo con la vana esperanza de que su ópera fuera incluida en el programa del teatro de Stuttgart. 
Entre los años 1719 y 1721 se presentó un conflicto por los constantes intentos de Reinhard Keiser de apoderarse del puesto de Brescianello. En 1731 Brescianello fue nombrado maestro de capilla principal. En 1737 la corte sufrió problemas financieros que llevaron a la disolución de la ópera, y Brescianello perdió su puesto. A causa de esto se dedicó con mayor ahínco a la composición, resultando sus «Doce conciertos y sinfonías» op. 1, y algo después sus «18 piezas para gallichone». En 1744 los problemas económicos remitieron, y fue nombrado nuevamente maestro de capilla principal por Carlos Eugenio, duque de Wuttemberg. Dirigió la música de la corte y de la ópera hasta su retiro en 1755. Sus sucesores fueron Ignaz Holzbauer y luego Niccolò Jommelli. 

## Principales obras
- 12 concerti e sinphonie op. 1 (Ámsterdam, 1738)
- I concerti a 3
- Cerca de 15 trío sonatas en varios arreglos
- 18 piezas para gallichone
- Sinfonía a 4
- Varias sinfonías concertantes y conciertos
- La Tisbe (Ópera pastoral), 1717–18
- Missa solenne (cuatro voces)
- 2 cantatas Sequir fera che fugge y Core amante di perche